# Halász Frigyes
Halász Frigyes Efraim, 1882-ig Fischer (Kajászószentpéter, 1864. február 7. – Budapest, 1932. február 15.) ügyvéd, kormányfőtanácsos, Halász Náthán fia.

## Élete
Halász Náthán (1834–1910) iskolaigazgató, újságíró, lapszerkesztő és Seligmann Regina (1838–1926) gyermekeként született. 1882 májusában a Budapesti Királyi Katolikus Főgimnáziumban érettségizett. Tanulmányait a Budapesti Tudományegyetemen folytatta, ahol ügyvédi oklevelet szerzett. 1889-ben a fővárosban nyitott ügyvédi irodát. Évekig a Pesti Izraelita Hitközség elöljárója volt, illetve ügyésze az Izraelita Magyar Irodalmi Társulatnak. Kereskedelmi és részvényjoggal foglalkozott. E tárgykörből számos cikke jelent meg a jogtudományi szaklapokban. Helyettes elnöke volt az ügyvédi és a bírói vizsgáló bizottságoknak is. 1912-ben közéleti és tudományos munkásságának elismeréséül királyi tanácsossá, 1923-ban magyar királyi kormányfőtanácsossá nevezték ki. Halálát érelmeszesedés okozta.

## Családja
Felesége Kohn Recha (1872–1971) volt, Kohn Sámuel főrabbi és Löw-Beer Katalin lánya, akit 1893. április 12-én a budapesti Dohány utcai zsinagógában vett nőül.
Gyermekei
- Halász Elek (1902–?) banktitkár, ügyvéd. Felesége Böhm Lívia.
- Halász János (1904–1968) ügyvéd. Felesége Héderváry Klarissza Magdolna.
- Halász Ágnes (1906–?). 1. férje (1935-ig) Bauer Lajos részvénytársasági igazgató, 2. férje (1949-ig) Székely Imre ügyvéd.